# (2903) Zhuhai
(2903) Zhuhai est un astéroïde de la ceinture principale.

## Description
(2903) Zhuhai est un astéroïde de la ceinture principale. Il fut découvert le 23 octobre 1981 à Nanking par l'observatoire de la Montagne Pourpre. Il présente une orbite caractérisée par un demi-grand axe de 2,56 UA, une excentricité de 0,06 et une inclinaison de 14,3° par rapport à l'écliptique.

## Compléments